# Александро-Невское подворье
Александро-Невское подворье — памятник архитектуры. Расположен в Санкт-Петербурге, современный адрес дома — 7-я линия Васильевского острова, 12.
Согласно проекту планировки Васильевского острова Д. Трезини, созданному согласно решению Петра I 1716 года, требовалось застроить набережную Невы, 1ю, 7ю и 13ю линии каменными двухэтажными жилыми домами, принадлежащими дворянам, имеющим 3500-5000 крепостных, и крупнейшим монастырям. В 1717 году Александро-Невский монастырь получил два участка на 7-8 линиях, строительство проходило в 1720—1726 годы под руководством Д. Трезини и Т. Швертфегера. Изначальный проект принадлежал Ж.-.Б. Леблону, но дом был построен уже после его смерти.
В начале XIX века дом был перестроен, изменился его внешний вид. Высокое наружное крыльцо было разобрано, главный вход переделан, тяги срублены, лицевой фасад гладко оштукатурен. В 1964 году при капремонте, которым руководила В. А. Бутми, архитектурная обработка фасада была частично восстановлена.
У здания широкие уступчатые пилястры, наличники «с ушками», центральная часть выделена ризалитом. У подкарнизной линии сложные обломы, также выделяется волнообразная линия, которая идёт между сандриками первого этажа и фартуками второго и зрительно разделяет этажи здания.
Лавра с 1730х годов сдавала помещения учёным из Академии наук и связанному с Академией персоналу; так, здесь жили Георг Крафт, Иоганн Бекенштейн, Юрий (Георг Фридрих) Фельтен, в 1930-е годы здесь жил Дмитрий Васильевич Соловьев. Перед революцией в доме была продуктовая лавка, иконописная мастерская и иконная лавка Иванова, после революции дом стал коммунальным, в нём работал ящичный цех артели «Победа» Ленгалкожгалантереи.
Участок принадлежал Лавре вплоть до 1918 года. Второе здание выходило на 8ю линию, 11, владения разделял Днепровский переулок. Часть подворья со стороны 8й линия, дом 11, была построена в 1780-е и снесена в 2006 году. Вероятнее всего, изначально здесь были огороды, к середине XVIII века был построен одноэтажный деревянный дом, позже — двухэтажное каменное здание с фигурными наличниками и лопатками. В 1855 году по проекту К. И. Брандта к дому был пристроен северный флигель, в 1866 году по проекту Г. И. Карпова была пристроена южная лестница и одноэтажная дворницкая, в 1902 году по проекту Л. П. Шишко — одноэтажные службы (конюшни, сараи, ледник) с мансардным этажом, в 1912 году по его же проекту — одноэтажное строение в шесть осей на высоком подвале (кладовая и дровяной сарай в подвале, жилые помещения на втором этаже). В 2004 году здание признано аварийным. в 2006 году на его месте была построена гостиница (с воссозданием исторического фасада). В этой части подворья жил И. С. Сульменев, в 1860-х годах размещалась частная типография А. Т. Якобсона.